# Birger Fredrik Sinding-Larsen
Birger Fredrik Sinding-Larsen, född den 12 oktober 1867 i Kristiania (nuvarande Oslo), död den 27 november 1941, var en norsk militär, son till Alfred Sinding-Larsen, bror till Christian Magnus Sinding-Larsen, Holger Sinding-Larsen och Kristofer Sinding-Larsen. 
Sinding-Larsen blev 1911 chef för infanteriets skjutskola och 1918 överste och chef för Nordre Bergenhus infanteriregemente. Han skrev bland annat Den norske krigsskoles historie i ældre tider (1900).